# گندم کش چیتاب
گندم کش چیتاب، روستایی از توابع بخش کبگیان شهرستان دنا در استان کهگیلویه و بویراحمد ایران است.

## جمعیت
این روستا در دهستان چنار قرار دارد و براساس سرشماری مرکز آمار ایران در سال ۱۳۸۵، جمعیت آن ۱۰۰ نفر (۱۷خانوار) بوده‌است.